# Hôtel de préfecture du Calvados
L'hôtel de préfecture du Calvados est un bâtiment situé à Caen, en Normandie (France). Il sert depuis sa construction de préfecture au département du Calvados. Jusqu'au 31 décembre 2015 l'hôtel servait également de préfecture pour la région Basse-Normandie mais à la suite de la fusion avec la Haute-Normandie, la préfecture de la nouvelle région Normandie a été installée à Rouen, Caen accueillant le siège du conseil régional de Normandie.

## Localisation
L'édifice est situé dans le département français du Calvados, sur la commune de Caen. Il occupe le côté nord de la place Gambetta (ancienne place de la Préfecture), au sud du centre-ville ancien de Caen.

## Historique

### La genèse du projet
Vers 1770, le comte Gosselin de Manneville, maire de Caen, se fait construire un hôtel particulier sur un terrain situé entre la porte des Prés et la place Royale (actuelle place de la République). En 1805–1806, Charles Ambroise de Caffarelli du Falga, nommé préfet du Calvados le 2 novembre 1801, loue puis achète pour y aménager sa résidence personnelle cet hôtel qui a l'avantage d’être à proximité de l'ancien collège du Mont où il a fait transférer en 1803 les bureaux de la Préfecture. Constitué d'un unique corps de logis rectangulaire longeant la rue Saint-Laurent, l’hôtel est jugé trop petit. Construit sur un terrain humide à proximité de l'Odon, l’édifice nécessite en outre des réparations, envisagées vers 1809, mais qui ne sont pas réalisées.
Alexandre Méchin, nommé le 12 février 1810, suggère au ministre de l'Intérieur d'agrandir, voire de reconstruire l’hôtel de Manneville, ou de faire l'acquisition d'une nouvelle propriété. Fin 1810 ou début 1811, Jean-Baptiste Philippe Harou est chargé du projet. Il présente deux plans. Le premier consiste en un agrandissement de l’hôtel dont les façades sont également reprises. Le deuxième est plus ambitieux et vise à reconstruire une résidence sur l'emplacement de l’hôtel de Manneville. Les projets ne sont pas retenus, le conseil des bâtiments civils préférant reconstruire la résidence plus près des bâtiments administratifs sur un terrain moins humide. Lors de sa venue à Caen en mai 1811, l'empereur Napoléon Ier ne peut résider dans l’hôtel qui est trop exigu. Un décret du 25 mai 1811 prévoit donc que « l’hôtel de la préfecture sera agrandi au moyen de constructions liées à l’hôtel actuel ». Jean-Baptiste Harou-Romain, nommé dans l’entrefaite architecte départemental du Calvados, est chargé du nouveau projet. Il est à nouveau retoqué par le conseil des bâtiments civils qui le juge trop luxueux.

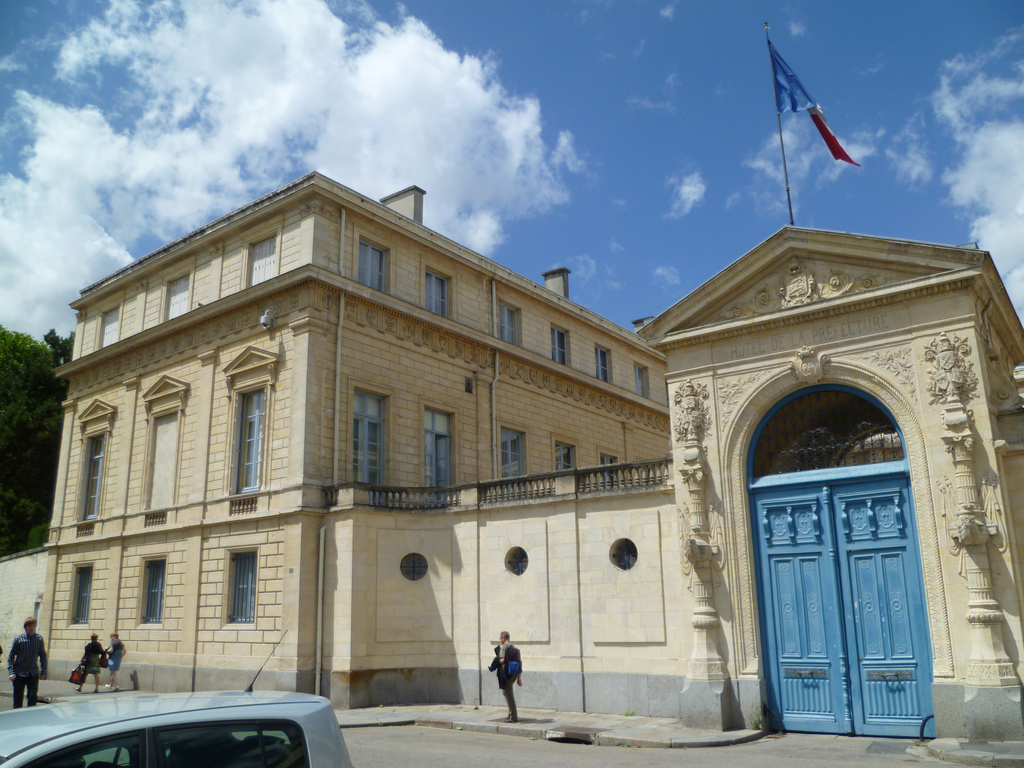
Aile sur la place Gambetta
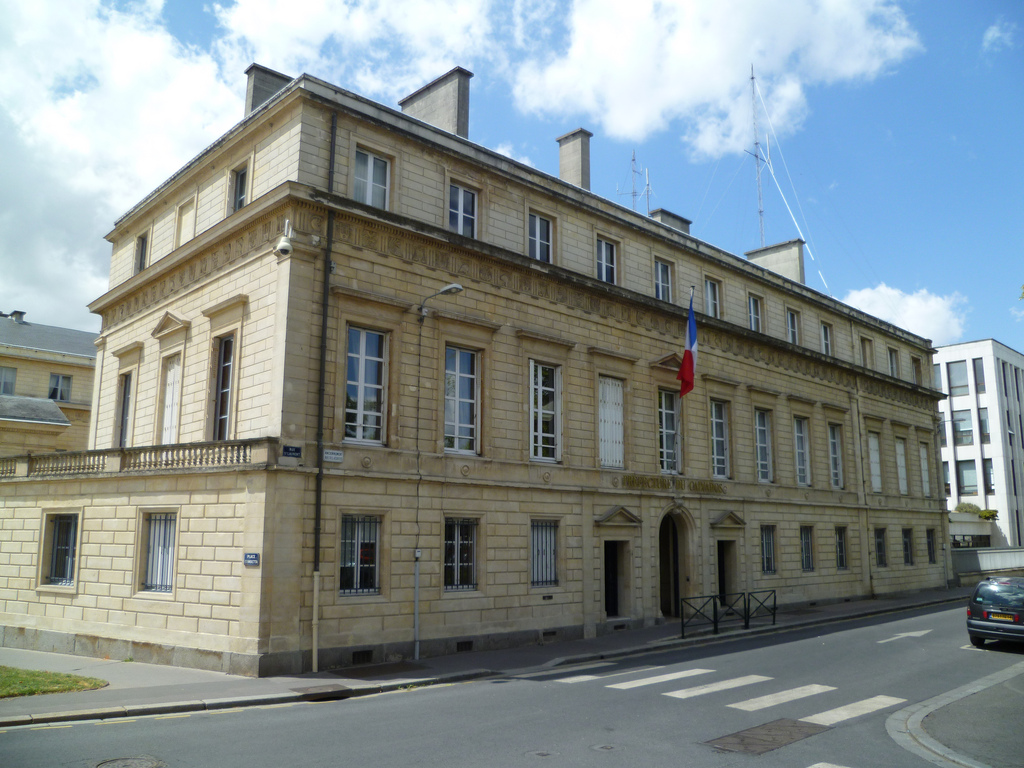
Aile de la préfecture sur la rue Saint-Laurent à l'emplacement de l’hôtel de Manneville

### La construction de l’hôtel
Après une suite d'échanges avec Antoine-François Peyre, Jean-Baptiste Harou-Romain présente un nouveau programme plus conforme aux attentes du conseil qui approuve les plans définitifs le 24 février 1812. Les travaux commencent en mai-juin de cette année, mais ils sont interrompus en octobre 1813. La nécessité d'une révision du projet soulève de longs débats entre le conseil des bâtiments civils d'un côté et l'architecte, soutenu par les responsables départementaux.
Les travaux reprennent en 1817, le collège du Mont s’avérant trop exigu. À l'emplacement des communs, on construit les ailes nord et ouest. En janvier 1822, Jean-Baptiste Harou-Romain meurt et son fils Romain Harou, qui lui succède au poste d'architecte départemental, reprend le projet sans le modifier. En novembre 1822, le chantier est terminé. L'aménagement intérieur des ailes ouest et nord est exécuté entre 1822 et 1826.
On décide par la suite de construire de nouvelles ailes pour loger les services administratifs. L'ancien hôtel particulier est détruit en 1848 et l'aile des bureaux, sur la rue Saint-Laurent, est édifiée entre 1849 et 1851 sous la direction de Paul Verolle, successeur de Romain Harou, qui respecte le style de ses prédécesseurs,. En 1857, Léon Marcotte, nouvel architecte départemental, réalise la galerie et le portail qui ferment la cour au sud ; il crée également, dans l'aile nord, une grande salle à manger officielle. Les sculptures du portail sont réalisées par Auguste Jean Baptiste Lechesne. Après la chute de Napoléon III, les symboles impériaux qui ornaient le portail sont remplacés par des éléments républicains.
En 1864-1865, une nouvelle aile est construite par Léon Marcotte afin d'y transférer les archives départementales du Calvados. Le bâtiment, implanté le long de la rue Saint-Laurent en prolongement de l’aile de bureaux existante, est conçu selon les dispositifs les plus modernes de l’époque, avec une structure métallique d’un seul tenant du rez-de-chaussée jusqu’aux combles, indépendante des murs de l’édifice. Le bâtiment est mise en service en 1867.
En 1884, l'architecte Auguste Nicolas dessine les plans d'un nouveau bâtiment pour le conseil général. Les plans sont modifiés et cette aile, qui relie les archives départementales et l'aile des bureaux de la préfecture, est construite en 1855.
Une extension est ajoutée au bâtiment des archives départementales en 1930,.
Les bâtiments situés autour de cet ensemble, notamment l'ancien séminaire des Eudistes situé de l'autre côté de la rue Saint-Laurent, sont détruits lors de la bataille de Caen, mais la préfecture sort intact du conflit.
En 1950, Marc Brillaud de Laujardière construit de l'autre côté de la place Gambetta un centre administratif départemental afin d'accueillir les services administratifs de la préfecture.
En 1966, les locaux occupés par le conseil général et les archives départementales sont rasés et l'actuel bâtiment du conseil départemental est construit en 1968 à leur emplacement par l'architecte départemental Léon Rème.

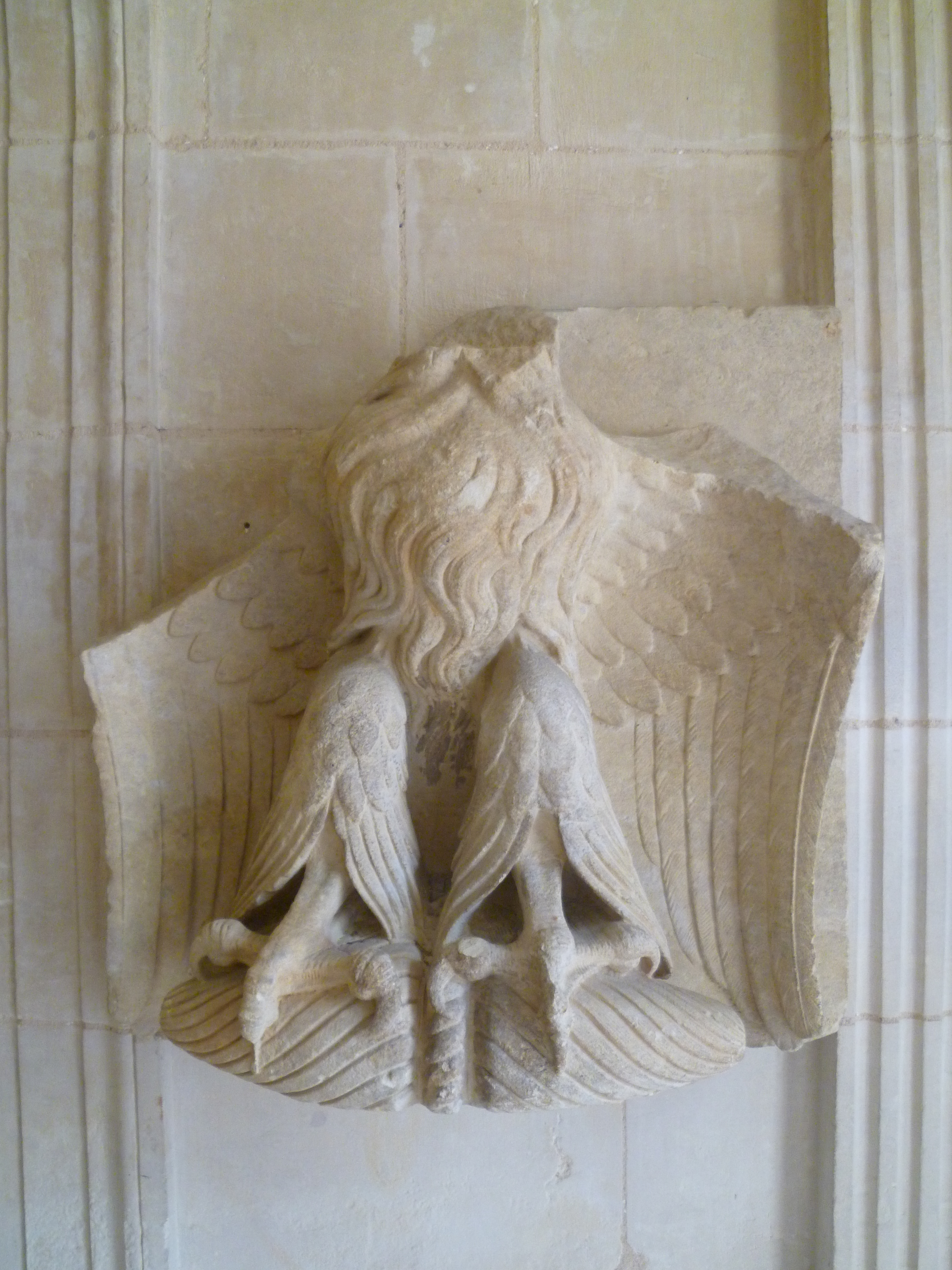
Aigle ornant le portail avant la chute de Napoléon III, sculpté par Auguste Jean Baptiste Lechesne.
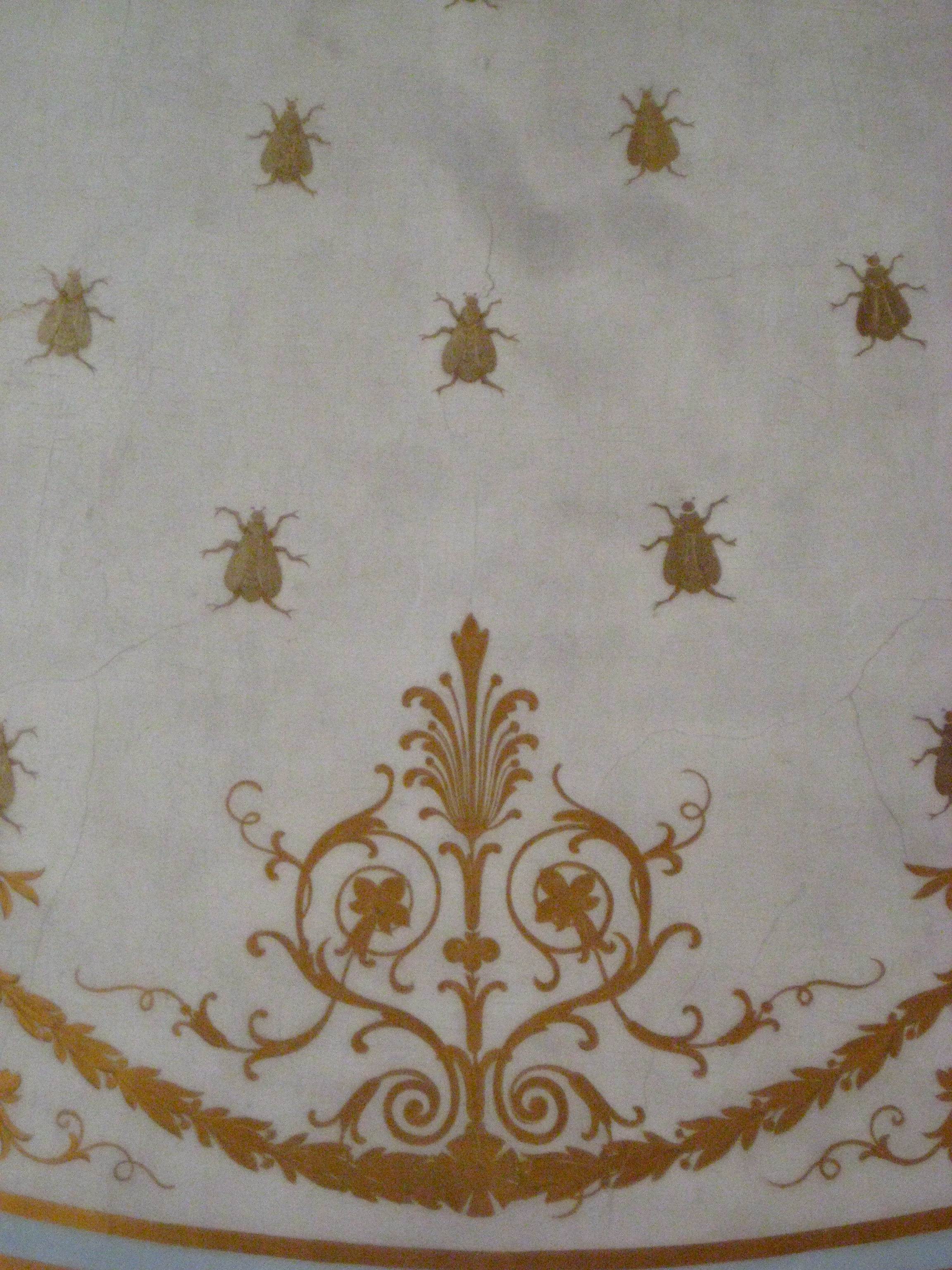
Salon des abeilles (emblème impérial).

## Architecture
La préfecture est partiellement classée au titre des monuments historiques le 29 juillet 1963 et le 31 décembre 1986.
Sont protégés : 
- les façades et toitures avec le portail monumental et la galerie attenante,
- le vestibule et la cage d’escalier,
- la salle dite de billard (ancienne salle à manger d’apparat),
- le bureau privé (ancien billard),
- le bureau du Préfet,
- le salon rose (ancienne antichambre),
- le salon des préfets (ancien salon de musique),
- le salon mauve (ancien antisalon),
- la salle à manger dorée (ancien grand salon),
- la salle à manger (ancienne petite salle),
- le second salon directoire (ancien petit salon).

Les jardins de l’hôtel de la Préfecture, aménagés à l'emplacement des remparts du XVIe siècle, sont également un site classé depuis le 29 juillet 1937.

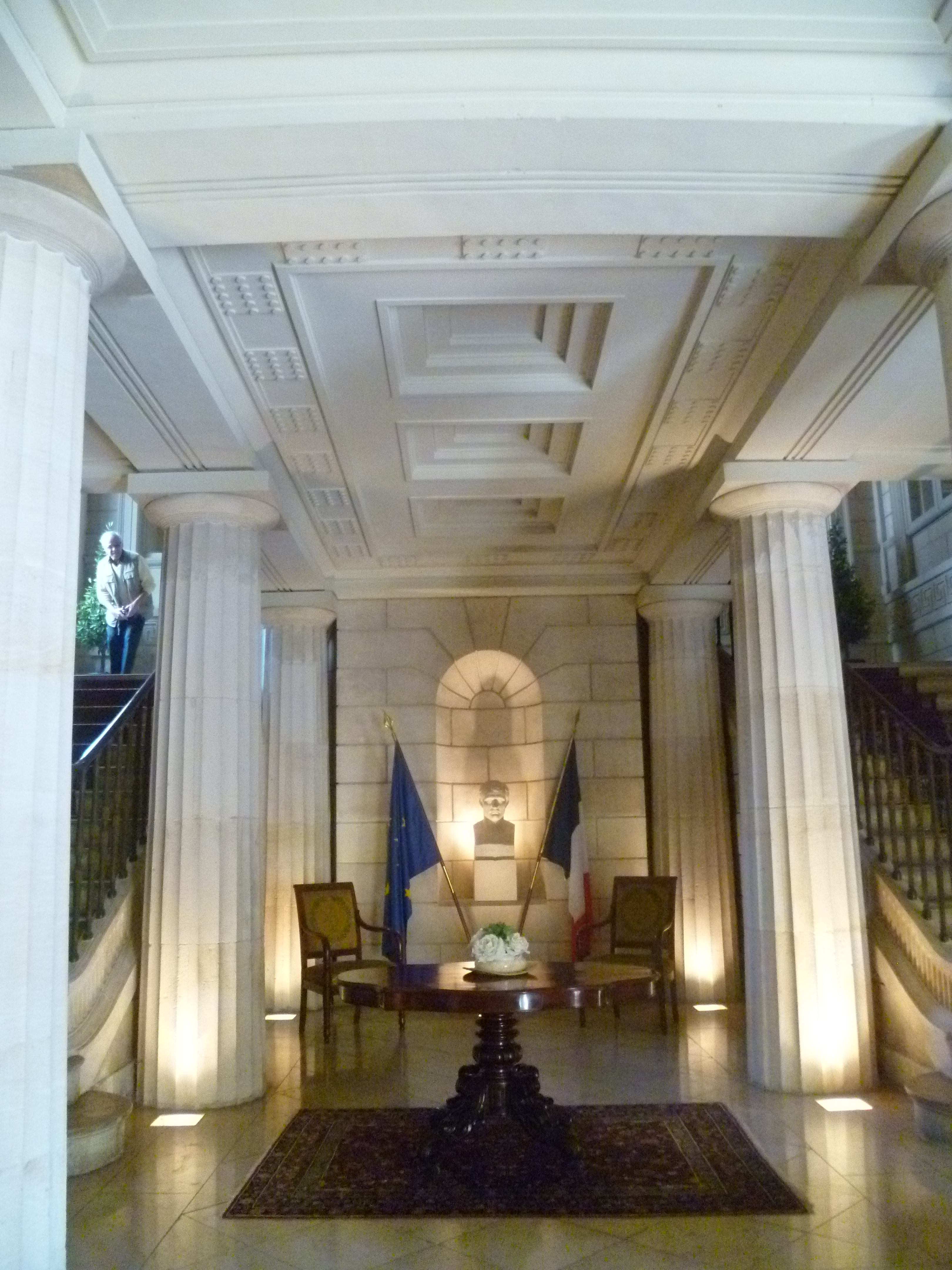
Vestibule.
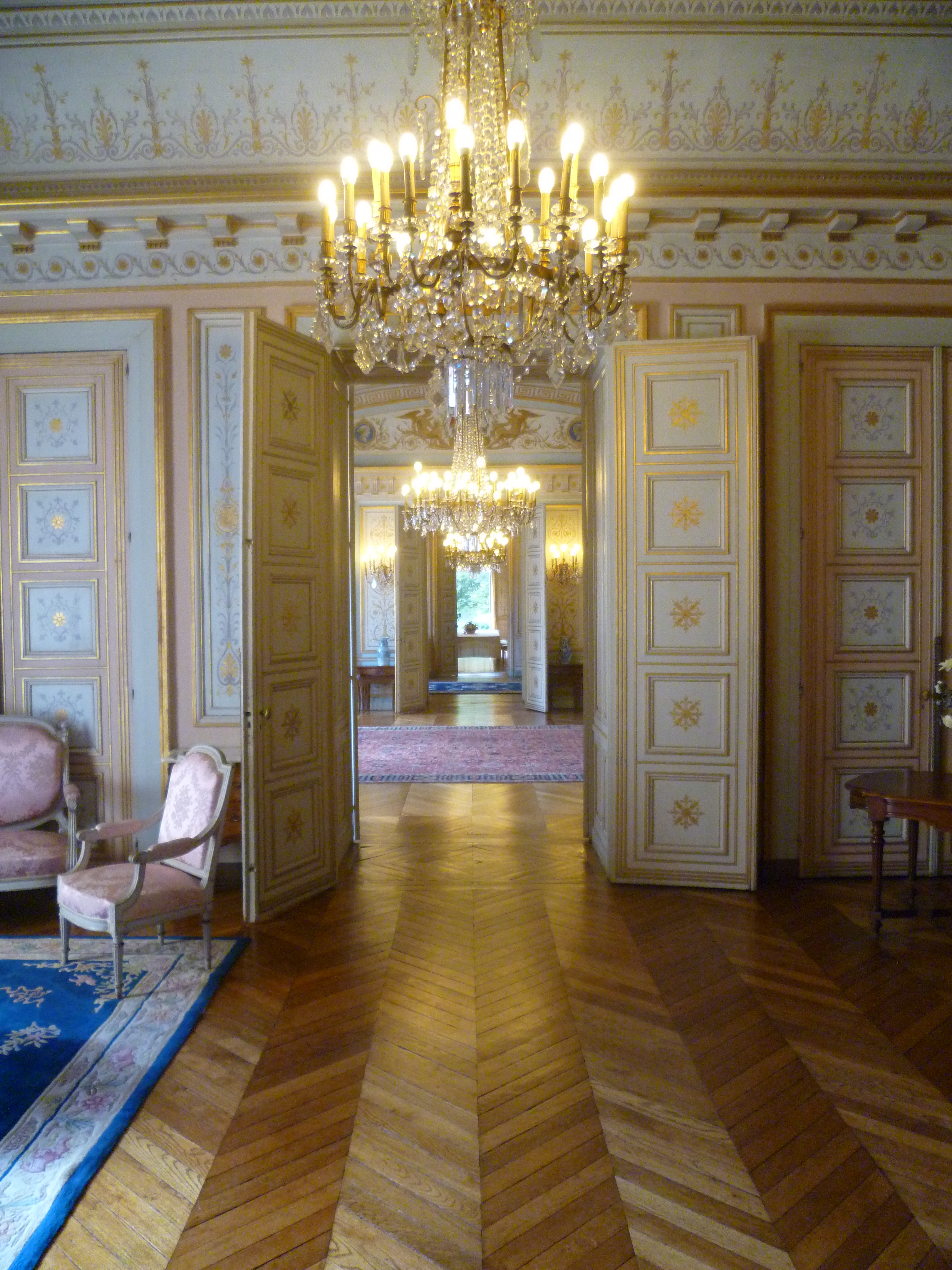
Salon rose.
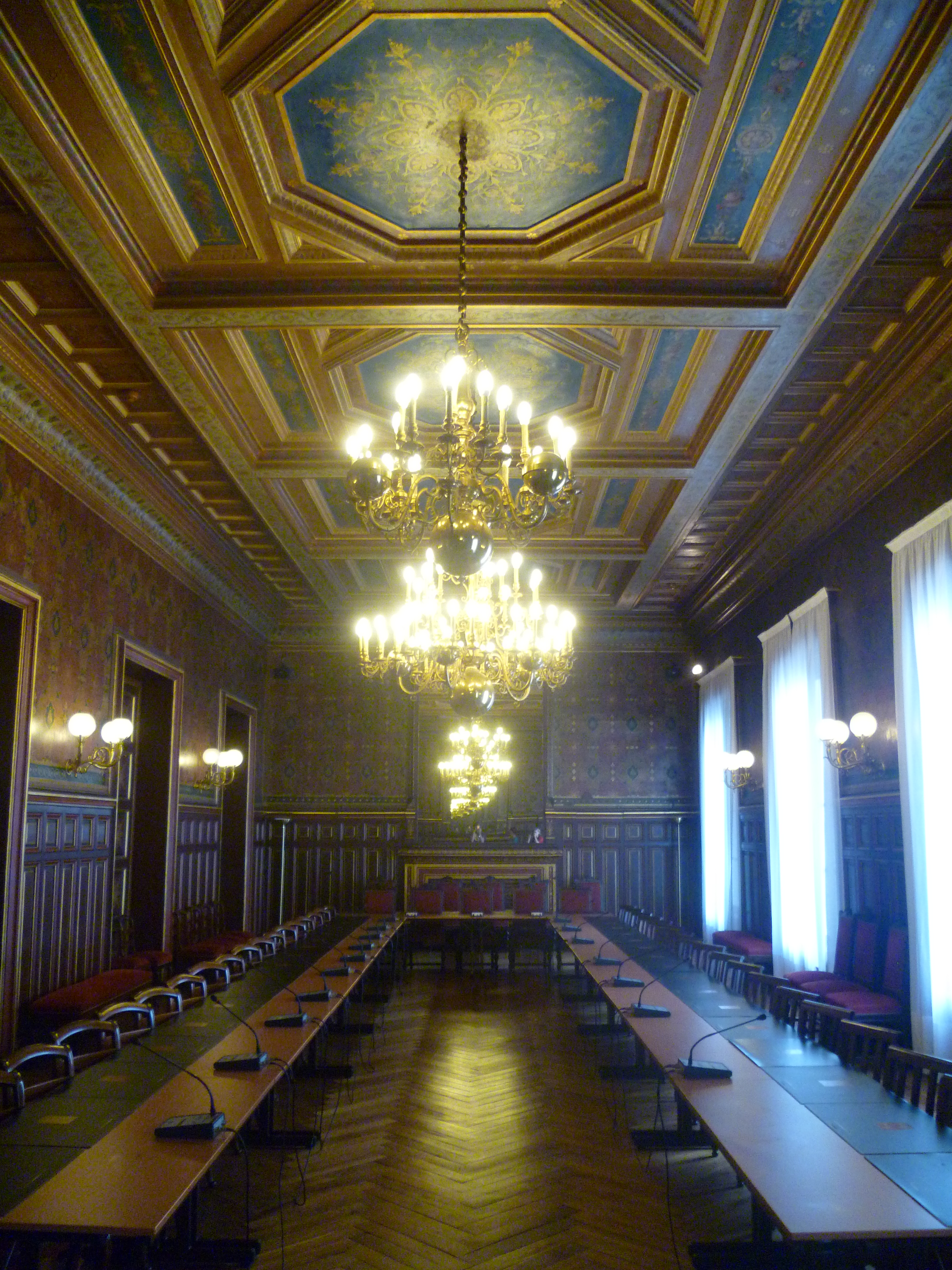
Salle Napoléon III.
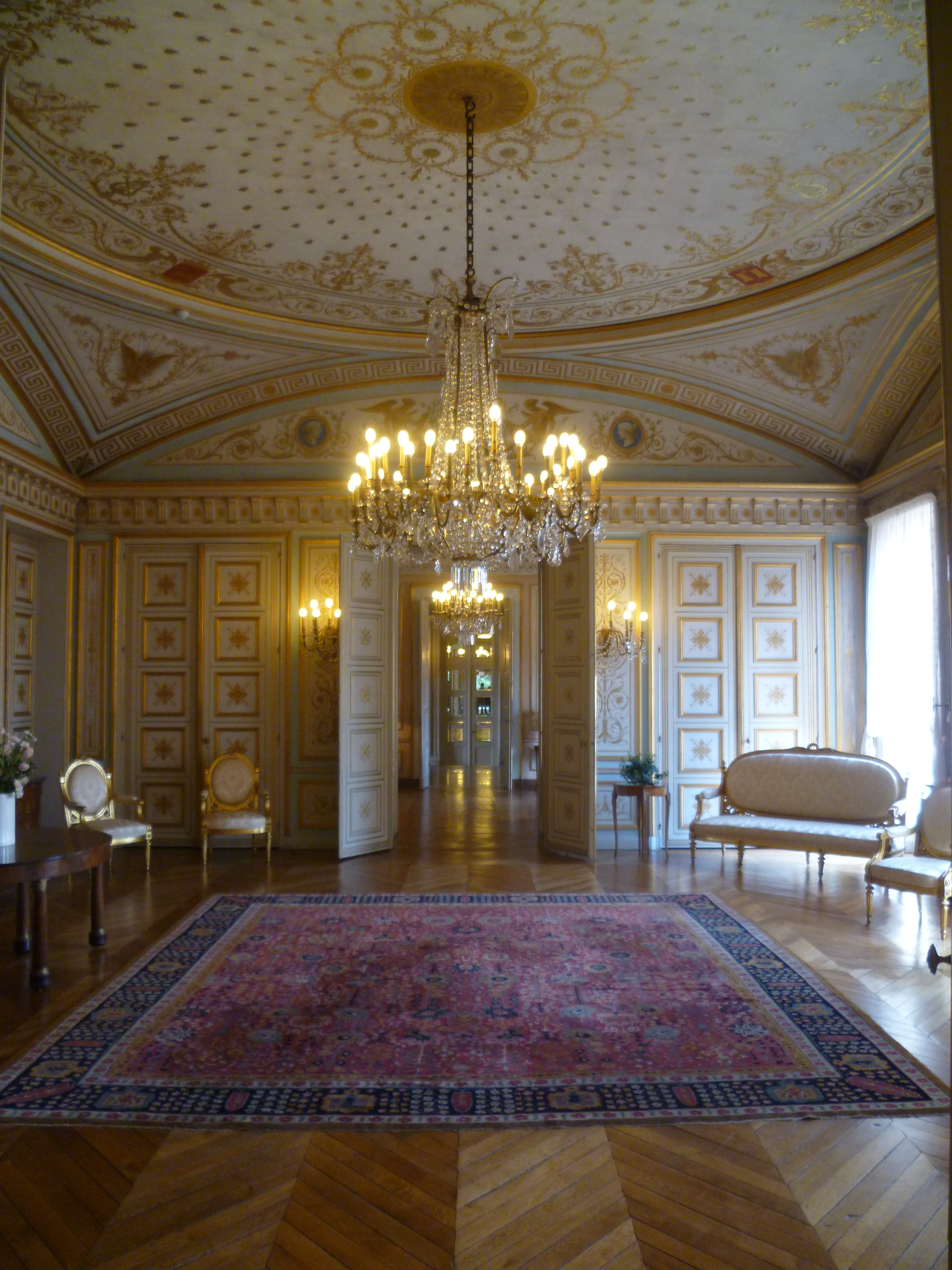
Salon des abeilles (ancien salon de musique).
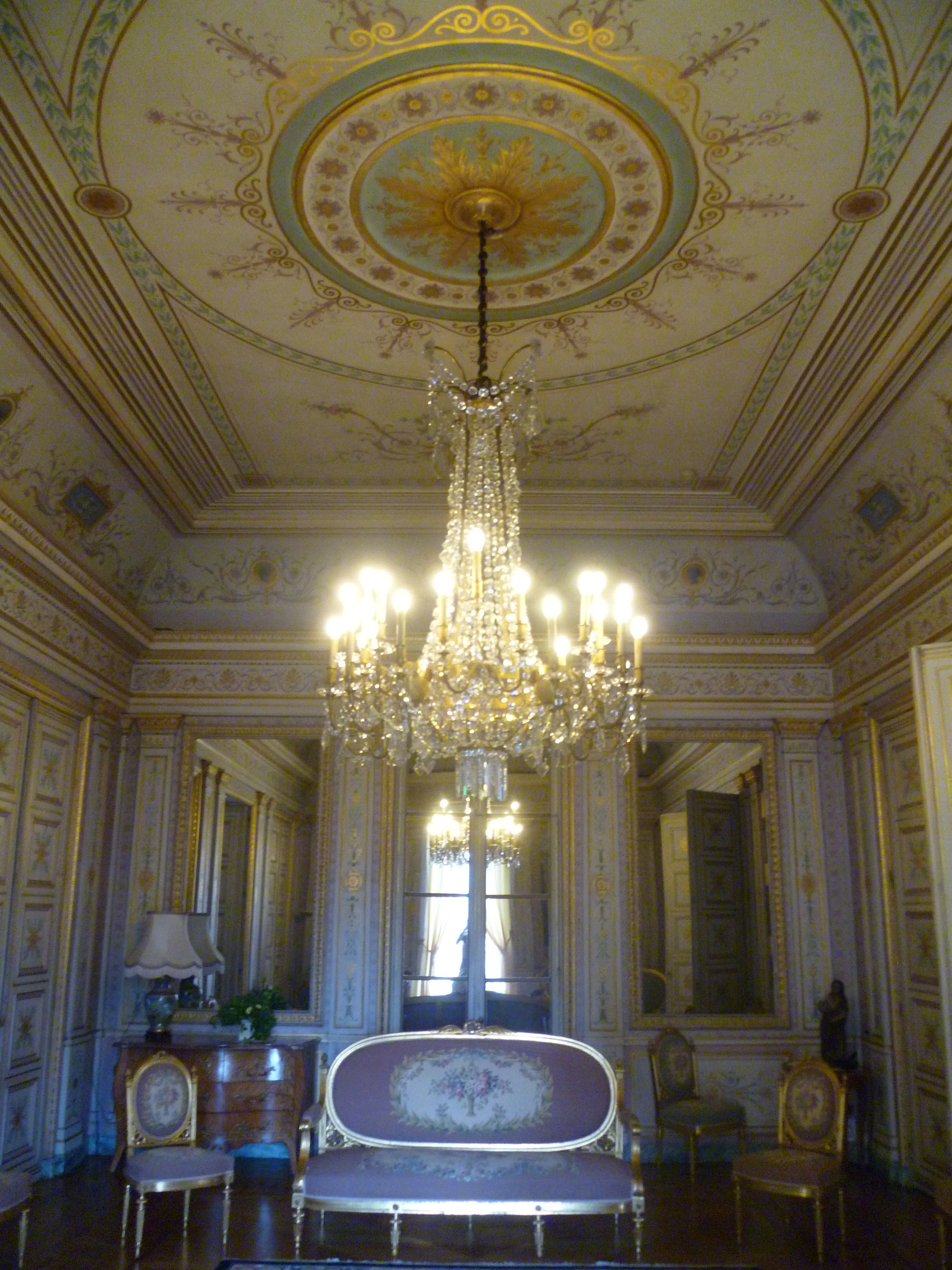
Salon mauve.
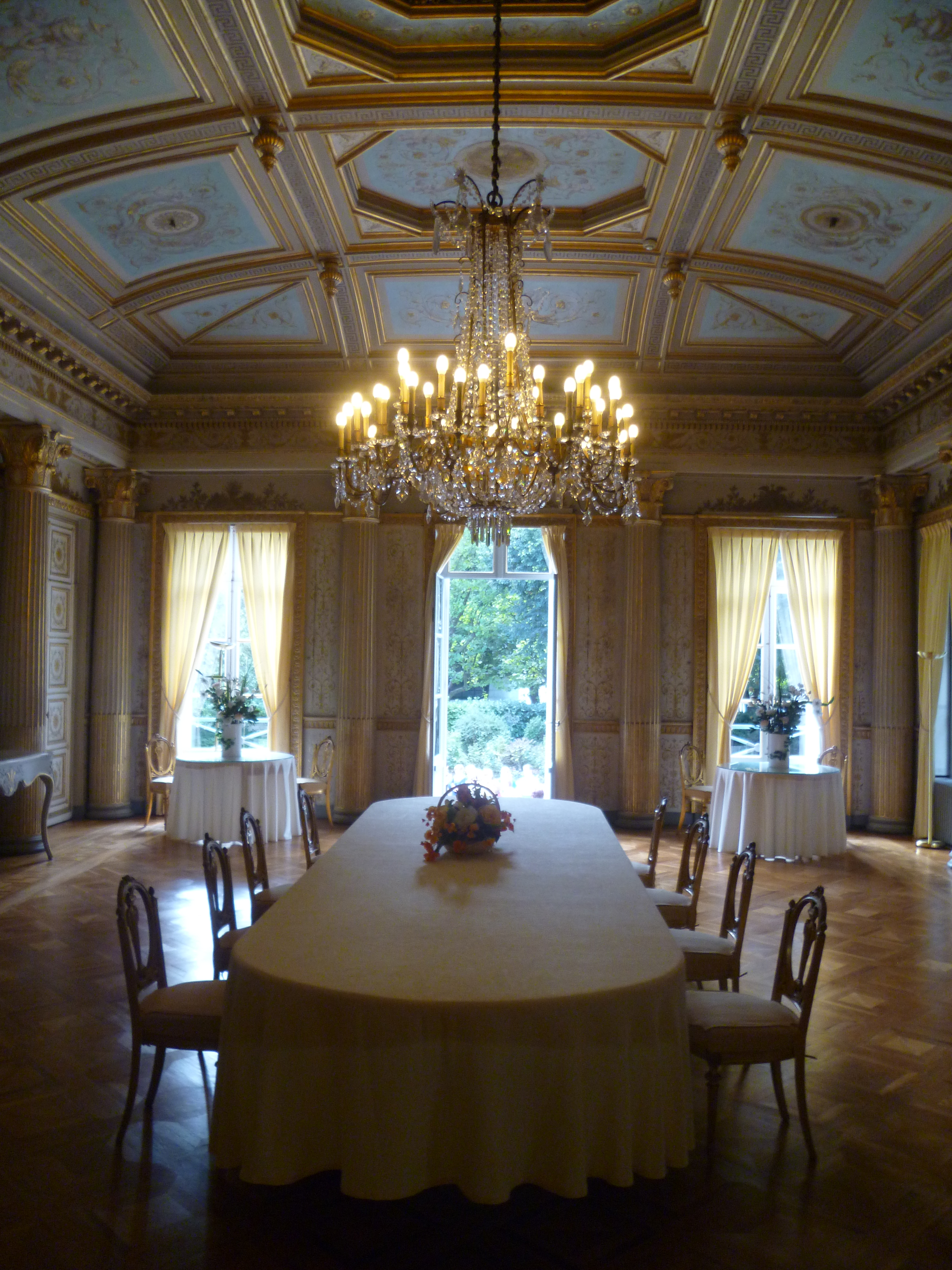
Salon doré.

## Parc et jardin
Le parc et le jardin font partie de la liste des sites naturels classés par arrêté du 29 juillet 1937,..

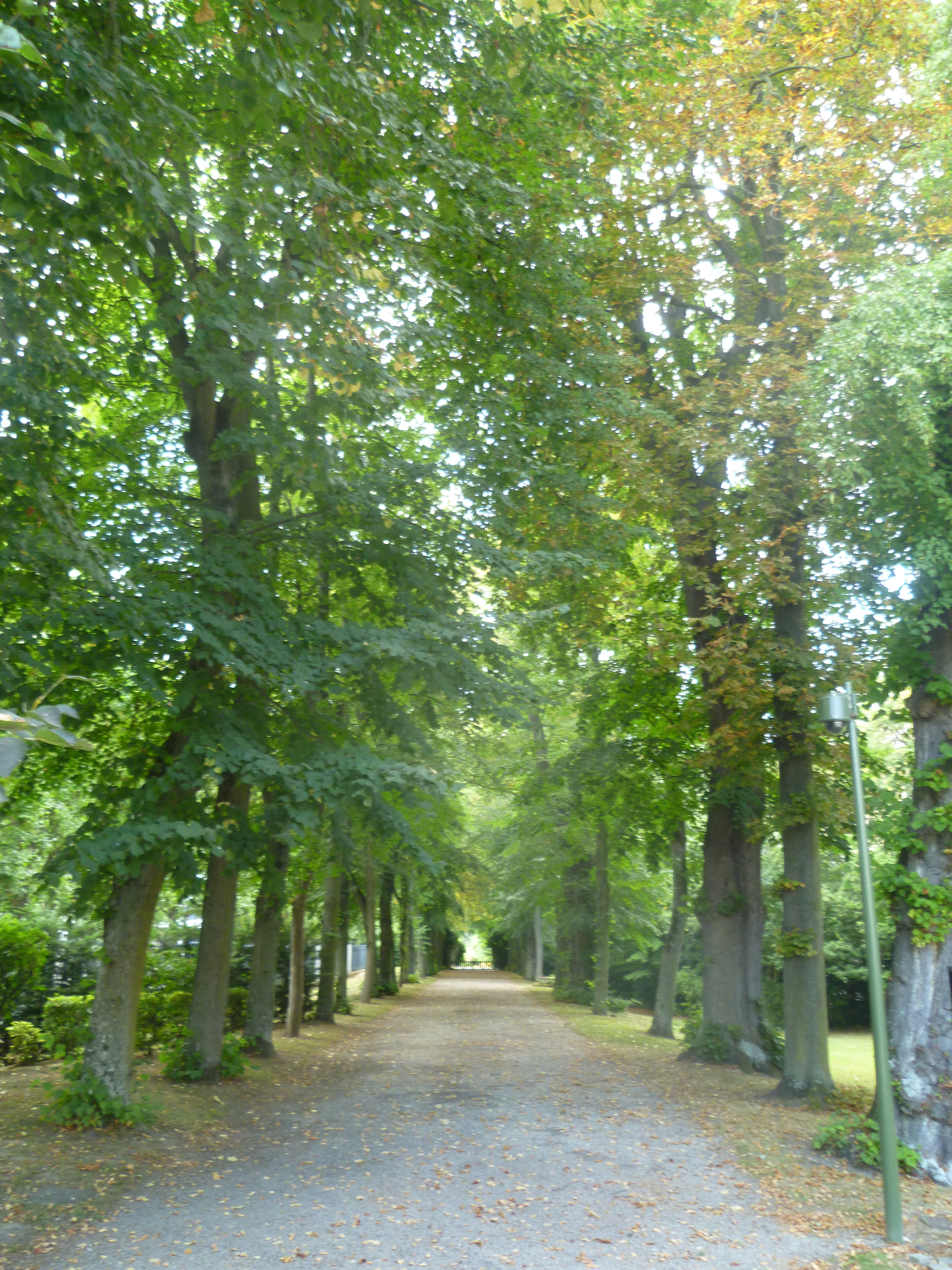
Emplacement des anciennes fortifications dans les jardins de la préfecture.
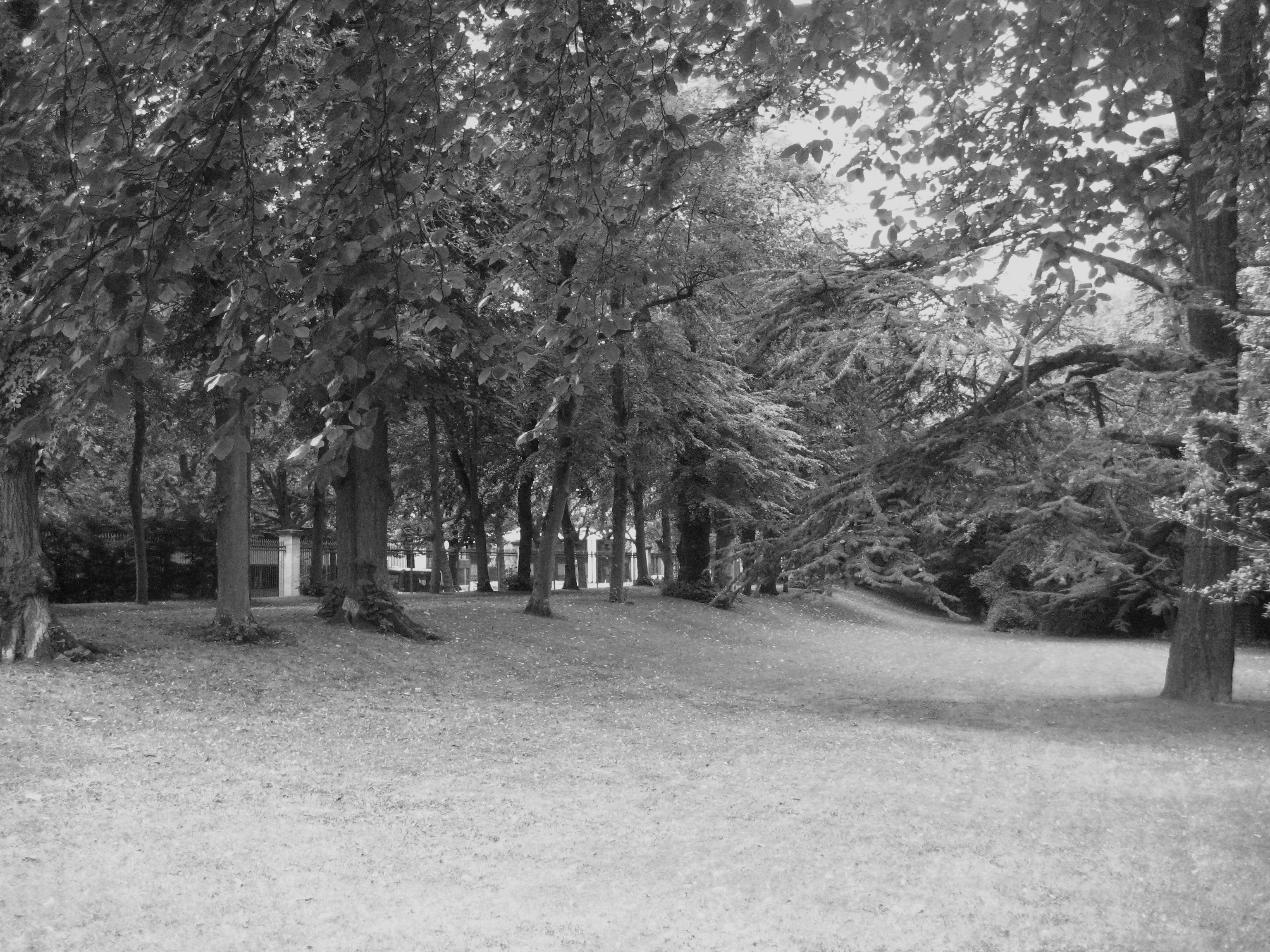
Jardin de la préfecture.